# Stanley Cavell
Stanley Louis Cavell (1. září 1926, Atlanta – 19. června 2018 Boston) byl americký filosof židovského původu, představitel analytické filosofie. Byl profesorem na Harvardově univerzitě. Jeho ústředním tématem je jazyk, v čemž ho ovlivnil již jeho učitel J. L. Austin – k jeho koncepcím se Cavell vrátil například v práci Philosophy the Day after Tomorrow (2005). Silněji ho však ovlivnilo dílo Ludwiga Wittgensteina, věnoval se mu i ve své zřejmě nejznámější práci The Claim of Reason: Wittgenstein, Skepticism, Morality, and Tragedy z roku 1979. Známý byl svými analýzami filmu a literatury (např. kniha The World Viewed z roku 1971 či Pursuits of Happiness z roku 1981).